# Vantage Towers
Pour les articles homonymes, voir Vantage.
Vantage Towers AG est l'un des plus grands opérateurs d'antennes de télécommunication (ou TowerCo) en Europe.
L'entreprise appartient au groupe Vodafone et exploite 82 000 antennes radio dans dix pays européens. En Allemagne, Vantage Towers détient une part de marché de 29 % avec environ 19 400 émetteurs. Les capacités de transmission sont louées à des opérateurs de télécommunications, le groupe Vodafone lui-même étant le locataire le plus important. 
Vantage Towers détient une participation de 33,2 % de son concurrent italien INWIT. Le portefeuille de la société comprend des tours, des antennes, des sites de toit, des systèmes d'antennes distribuées et des small cells.
La société est entrée en bourse à la Bourse de Francfort en mars 2021.  Le groupe Vodafone conserve une participation majoritaire dans la société ; l'introduction en bourse a permis à Vodafone de lever 2,3 milliards d'euros, et de valoriser Vantage Towers à environ 12 milliards d'euros.